# 春日 (防彈少年團歌曲)
春日（： Bomnal）是韓國男子音樂組合防彈少年團（BTS）為他們第二張正規專輯《WINGS》的外傳《You Never Walk Alone》錄製的歌曲，由Hitman Bang、Rap Monster、SUGA、Adora、艾麗莎·魯珀特、彼得·易卜生及其製作人Pdogg共同創作，於2017年2月13日經由Big Hit娛樂作為專輯主打曲發行。該曲的日語版於2017年5月10日經由日本環球音樂作為血、汗、淚B面曲目發售，混音版則於2018年6月4日免費發佈到SoundCloud。這是一首另类嘻哈和流行搖滾類型的強力謠曲，歌詞敘說思念某人時內心所經歷的失落、渴望與悲傷，以及懷著希望繼續前進的心情。
春日的製作、感傷的歌詞及防彈少年團的唱功表現得到音樂評論家的廣泛好評，並在當屆甜瓜音樂獎上榮獲「年度歌曲」肯定。歌曲被《告示牌》選入「2010年代最佳K-pop歌曲」列表中。2020年，《滾石》將其評為「有史以來最偉大的男團歌曲」之一。在商業表現上，歌曲發行首週登頂韓國Gaon單曲榜，其後連續在榜93週，蟬聯五年居於年終榜前50名，成為該榜入榜時間最長的歌曲。〈春日〉亦是MelOn歷史上入榜時間最長、串流次數最多的歌曲。
歌曲的音樂錄影帶由崔永碩執導拍攝，於2017年2月13日首播。影片受到娥蘇拉·勒瑰恩中篇小說《離開奧美拉城的人》和奉俊昊電影《末日列車》的啟發，探討了死亡、來世與解脫等概念。其富象徵意義的畫面收穫評論家的好評，並贏得2017年Mnet亞洲音樂大獎「最佳音樂錄影帶」。防彈少年團曾透過音樂現場節目宣傳歌曲，包括《M! Countdown》、《音樂銀行》和《人氣歌謠》。此曲也被納入他們第二次全球巡迴演唱會「WINGS巡迴演唱會」的演出清單中。

## 背景與發行
繼去年10月推出的第二張韓語正規專輯《WINGS》成功在韓國Gaon專輯榜上奪得一位，並成為當年該國最暢銷的專輯後，所屬經紀公司Big Hit娛樂於2017年1月宣布防彈少年團將於2月攜《WINGS》外傳《You Never Walk Alone》回歸韓國樂壇。2月7日，官方在Twitter帳號宣佈春日與另外3首新曲Not Today、A Supplementary Story: You Never Walk Alone、Outro: Wings將特別加收到已收錄《WINGS》原有14首歌的外傳中，意在呈現此前未能講完的青春與成長故事，給身陷苦痛的年輕人傳遞溫暖的希望與安慰訊息。2月10日，春日長達一分鐘的音樂錄影帶前導預告透過V App和YouTube公開，並被定為新專輯的主打曲。
歌曲由隊長Rap Monster（RM）初步發想。約莫2016年底，他在韓國首爾汝矣島三江生態公園散步時，看到樹葉被翩翩吹落的景象，歌曲的主旋律頓時成形於他腦中。經過簡單配唱後，他將音檔傳給製作人Pdogg試聽。值得一提的是，因為他想出的旋律對他來說音調太高，在最後他並沒有參與副歌的領唱。這是Rap Monster首次主導專輯主打曲的製作，歌曲有一半歌詞均出自他手，其餘部分則由SUGA負責。另外，Hitman Bang、Adora、艾麗莎·魯珀特、彼得·易卜生和Pdogg亦對春日的詞曲創作做出貢獻，Pdogg則獨挑製作大樑。防彈少年團在首爾Big Hit Studios進行人聲灌錄。Pdogg、鄭佑英和易卜生聯合策畫曲目，詹姆士·F·雷諾茲在Schmuzik Studios處理混音。
春日連同《You Never Walk Alone》其他收錄曲一併於2017年2月13日午夜零時在各大數位音樂網站公開。該曲的日語版由KM-MARKIT填詞，與另一首日語單曲〈Not Today〉同作B面曲目收錄在組合第七張日語单曲 血、汗、淚通常盤中，於2017年5月10日以數位及CD單曲形式發售。隔年4月4日，它被收錄進組合第三張日語正規專輯《Face Yourself》作第十首曲目。「Brit Rock」混音版由Hitman Bang負責製作，於2018年6月4日免費發佈到線上音樂分享平台SoundCloud。

## 詞曲
從音樂性上講，春日是一首另类嘻哈/流行搖滾的強力謠曲，同時受到英國搖滾音樂和電子音樂的影響。它以降E大調的四四拍子構成，為每分鐘108拍的中板歌曲。其結構採正—副歌形式，正歌的和弦進程為Eb-Gm-Cm/Cm7-Ab，副歌為Eb-Gm-Ab-Abm。歌曲在鍵盤、吉他和貝斯等基本搖滾樂器的伴奏下，以EDM合成器，壓縮貝斯和鋼琴做為裝點，並進一步利用「機械化的嘶嘶聲」（mechanical hissing）打擊樂和「哀鳴」（whining）的電子音效，營造出「一個封閉的氣閘」。正歌以「密集」的和弦、「令人痛心」（pain-shredding）的吉他撥弄和「呼颼」（whirring）的合成器構築而成。單曲點唱機的評論員指曲中的和弦讓人想起佛罗·里达2011年單曲狂野嘻哈佬。
在V Live的直播間談到〈春日〉的創作歷程和背後意涵時，Rap Monster表示，寫這首歌時正想著許久未聯繫的初、高中同學。SUGA在一次訪問中透露，歌詞跟他和老朋友的悲傷回憶有關。在歌詞上，春日使用季節性的比喻，將對親友或戀人的思念比作「內心的寒冬」，並以體現「雪域意象」的歌詞記述內心在經歷失落、渴望、悲傷過後決定繼續前進的過程。「我獨自留在雪國列車上」引用了奉俊昊2013年科幻電影《末日列車》的韓文片名；「連瞬間般流逝的時間都感到厭惡」呼應結尾提到的櫻花，藉其短暫的花期暗指生命的轉瞬即逝。歌曲亦道出對「能夠擁抱他人傷口的成熟社會」的嚮往，並觸及心理健康和抑鬱的主題。副歌中，「我好想你」（보고 싶다）這句話重複了好幾遍。歌曲尾聲，團員們唱道：「任何黑暗，任何季節／都不會是永久的。」示意離重逢的日子（春日）不遠，讓聽眾獲得溫暖的慰藉。

## 專業評價
春日得到音樂評論家和粉絲的廣泛好評。《告示牌》的傑夫·本傑明（Jeff Benjamin）認為歌曲「為組合展示了一個藝術轉折點，他們現今的音樂和歌詞已經跳脫了單向思維，這群人為他們迄今為止最大的題材奠定了基礎。」在他於同家雜誌刊登另一篇評論中，本傑明稱歌曲雖然靠著「強硬的節拍、油滑的歌聲和強有力的饒舌正歌完成——誠如人們對防彈少年團所期望的那樣——但正是這種新發現的成熟和覺悟才使單曲脫穎而出。」同樣來自《告示牌》的凱特琳·凱莉（Caitlin Kelley）稱歌詞在面對愛人缺席的討價還價階段時，充滿了情感衝擊。《Dazed》的泰勒·格拉斯比（Taylor Glasby）讚揚歌曲的製作和團員們的唱功表現，認為歌曲是「對失落和渴望聰穎、引人入勝和優雅內斂的研究」，且「刻意避免了陳詞濫調和戲劇化」。在她為《Vogue》撰寫的另一篇文章中，格拉斯比稱歌曲為「史詩般的謠曲」。《IZM》的鄭孝範（Hyo-beom Jeong）認為音樂、影像與舞蹈表演都展現出高度的完美，並且有著動聽的旋律及跨越世代的抒情歌詞。鄭孝範補充說：「有別於防彈少年團以往強烈的嘻哈風格，它有一種細膩和悲傷的感性。在他們今年發行的歌曲中，春日是他們一直受到大眾愛戴的原因。」
Idolator的雅克·彼得森（Jacques Peterson）稱防彈少年團用這首熱門歌曲觸動了心弦，是K-pop對瑪麗亞·凱莉經典歌曲甜蜜一日的答應。《星報》的查斯特·秦（Chester Chin）認為歌曲是《You Never Walk Alone》當中「最脆弱的唱片」，看到男孩們敞開心扉，揭示了組合中更感性的一面。《禿鷲》的評論員T.K. Park和金英大（Youngdae Kim）覺得歌曲「以流行和搖滾裡的浪漫精神取代組合之前的嘻哈名片，從而開啟了〔防彈少年團〕的美學新篇章。」兩人接著寫道：「歌曲的每個部分都含有明亮的旋律，喚起排山倒海的懷舊和渴望。」音樂記者金英大表示，這首歌體現出懷舊和悲傷之情，而組合在聲音、歌詞和美感方面都有了顯著的成長。《新音乐快递》的瑞安·戴利（Rhian Daly）稱歌曲為「絕對華麗、激動人心的另類流行曲」、「經典——神聖皇冠上的閃亮寶石，使它們璀璨耀眼。」《韩国先驱报》的林賢秀（Hyun-su Yim）稱讚歌曲旋律優美，但不會過於矯情，明快的人聲、清晰的吉他重複段加上感傷的歌詞，使之動聽悅耳。另一方面，同一出版物的安成美（Sungmi Ahn）將歌曲描述為「情緒流行搖滾曲」。《Vice》的特蕾莎·雷耶斯（Theresa Reyes）對曲中關於愛、生與死的複雜隱喻印象深刻。《衝突》的馬爾維卡·帕丁（Malvika Padin）也很喜歡這首歌，並認為它「總是真情流露」。
《告示牌》、《Dazed》和《IZM》將春日選入自家的2017年最佳K-pop歌曲列表中。前者在2010年代100首最佳K-pop歌曲列表中將其排到第37名。L.Singh代表該刊物寫道，這首歌的存在「可能是防彈少年團藝術技巧最精確的寫照」。2020年，《滾石》在有史以來最偉大的男團歌曲列表中將春日排到第19名，稱之為「一種如防彈少年團一樣永恆的情感」。2021年，韓國音源平台MelOn與《首尔新闻》合作評選K-pop百大名曲，經大眾音樂評論家、音樂放送相關人士及音樂產業相關人士等35名委員評選，春日列第32名。2023年，獲選《滾石》評選之有史以來最偉大的百首K-pop歌曲第四名。

## 商業成績
春日於2017年2月13日午夜零時通過各大數位音樂平台公開，在韓國發行1小時後空降該國八大數位音樂平台MelOn、Mnet、Bugs、olleh、Soribada、Genie、Naver及Monkey3實時音源榜的首位，因此達成「All-Kill」，並一直維持相同名次共19小時。其中，MelOn在剛公開音源的首20分鐘，一度因為過多用戶湧入網站造成網頁癱瘓。春日首周以215,224次下載量空降Gaon單曲榜和數位下載榜榜首。綜合數位銷量、串流媒體和背景音樂下載的數據，春日是2017年2月度Gaon單曲榜表現第六佳，以及全年度表現第13佳的歌曲。截至2018年9月，這首歌在韓國已售出逾250萬份下載。2018年12月3日，春日以連續進榜Gaon單曲榜93週的成績，打破朴孝信憑〈野生花〉所創下的紀錄。2019年8月12日，它在MelOn以連續入榜130週的成績，追平山姆·史密斯我不是你的唯一的紀錄。至2022年1月9日，歌曲已連續五年持續在Gaon年終榜前50名中，是該榜的最高紀錄。春日亦是MelOn歷史上串流次數最多的歌曲。
海外方面，春日在釋出當天相繼取得芬蘭、馬來西亞、新加坡、泰國、香港、台灣等國家/地區的iTunes歌曲榜冠軍。此外，歌曲在美國迅速攀升至第8名，使得防彈少年團成為首組打進美國iTunes前10名的韓國流行音樂組合，此前唯一打入此榜的韓國歌手為PSY。根據尼爾森音樂公司數據顯示，春日在美國開週銷量達到14,000份，使歌曲登上《告示牌》世界數位單曲榜冠軍位置，並讓防彈少年團在榜上位居季軍。2017年3月4日當週，歌曲空降《告示牌》百大單曲榜的延伸榜單「榜外單曲榜」第15名，維持一週後落榜。此曲還分別在英國獨立單曲榜和日本百大單曲榜上取得第24和第38名。

## 音樂錄影帶

### 背景
春日的音樂錄影帶於2017年2月12日在Big Hit的YouTube和V App頻道首播；前導預告則於2月9日公開。影片由長期幫助防彈少年團拍攝音樂錄影帶的製作公司Lumpens導演崔永碩（Choi Yong-seok）在副導李元珠（WonJu Lee）協助下拍攝。攝影指導為DW工作室的南賢宇，製片人為艾瑪金成恩。燈光師為宋賢錫，藝術總監為朴金實。影片在華城、楊州和江陵取景拍攝。影片受到1973年哲學中篇小說《離開奧美拉城的人》和電影《末日列車》的啟發。五分鐘長的影像富含象徵意義，探討了「死亡、來世和解脫」等概念。

### 大意

防彈少年團站在被白雪覆蓋的曠野中央，凝視著一棵光禿挺拔的櫻花樹。這象徵著「以友誼為救贖的新征途」的開始。

影片開頭，V站在被白雪覆蓋的車站中央，那裡有生鏽的站牌和褪色的石板屋頂。他走上鐵軌，俯身聆聽即將駛來的火車。鏡頭隨後拉遠以呈現火車駛過的冬日景色，車上載有未在影片中現身的乘客的行李。鏡頭切換到凝望窗外的Jung Kook，以及獨自坐在海灘上的Jimin。後續畫面以Rap Monster的特寫鏡頭帶頭，當他出現在空無一人的火車車廂內時，他唱出了〈春日〉的第一句歌詞。走出車廂後他徑直跑向一座招牌寫著「Omelas（奧美拉）」的建築物，而J-Hope和SUGA則坐在旁邊。Rap Monster打開中間綠色的門，將他帶回到火車上，然後經過Jung Kook所在的房間。他打開火車的另一扇門，不料其他團員在裡面舉行生日派對，一個蛋糕朝他眼前砸去。
鏡頭隨後放大以特寫Jin在樓梯口抬頭仰望的面容，此時其他團員都在往上爬，只留下他一人在底部。Jung Kook站在一座生鏽的遊樂園設施前，設施上寫有「You Never Walk Alone（你永遠不會獨行）」的字樣。畫面不時在每個團員寂寞、無聲的鏡頭之間輪替，並穿插著防彈少年團彼此共度時光對比鮮明的親暱合影。在一個場景中，SUGA坐在堆積如山的衣物上唱饒舌；另一個場景中，J-Hope坐在行駛中的火車車頂，將紙飛機丟向空中。Jung Kook在之前各個場景徘徊，最後打開奧美拉的大門，與其他團員重聚。他從火車上醒來，發覺團員們都和他坐在一起。火車停下後，組合一同走上雪逐漸融化的曠野迎接破曉。他們走向曠野中央一棵光禿挺拔的樹，即使Jimin是唯一出現在那裡的人。他把一雙從岸邊撿來的鞋子掛到樹枝上。組合七人的重逢預示著「以友誼為救贖的新征途」的開始。為總結影片，最後一顆鏡頭顯示在湛藍的春日天空下，Jimin撿來的白色帆布鞋垂掛在盛開的櫻花樹上。

### 反響
一些粉絲和媒體猜測影片指涉了發生於2014年4月16日，並造成300多名學生失蹤及罹難的世越號沉沒事故。對此，Rap Monster表示該影片側重於歌曲歌詞的視覺表現，可以透過多種方式進行解讀。《告示牌》的泰瑪·赫爾曼（Tamar Herman）寫道，音樂錄影帶「反映了專輯的標題，將春日從一首情歌轉變為一首獻給死者的頌歌。」格拉斯比指出，影片與血、汗、淚一樣使用了文學經典來闡述某些觀點，但在慢動作、電影般的景觀中，「謐靜樸實」的時刻最令人震撼且難忘。《PopCrush》的艾姆林·崔維斯（Emlyn Travis）認為，影片「驚人地」捕捉到了「永遠改變人一生的，失去純真的想法」。音樂錄影帶在2017年Mnet亞洲音樂大獎上贏得「最佳音樂錄影帶」，並榮獲2018年Soompi獎年度Fuse錄影帶獎。影片在YouTube發布24小時內達到944萬7661次觀看，刷新韓國團體音樂錄影帶首日最高觀看次數紀錄，並在14日凌晨2時38分，以用時26小時38分達到10,219,692次的觀看次數，再次刷新韓團音樂錄影帶點閱量最快突破千萬的紀錄。這項紀錄於一週後被組合的後續單曲Not Today以更短的用時打破。春日也是最快達到2000萬次觀看的K-pop組合音樂錄影帶，在不到四天內就實現了這一壯舉。它是2017年YouTube上觀看次數第六多的K-pop音樂錄影帶。截至2022年1月，影片在該平台的觀看次數已超過4億。

## 現場表演

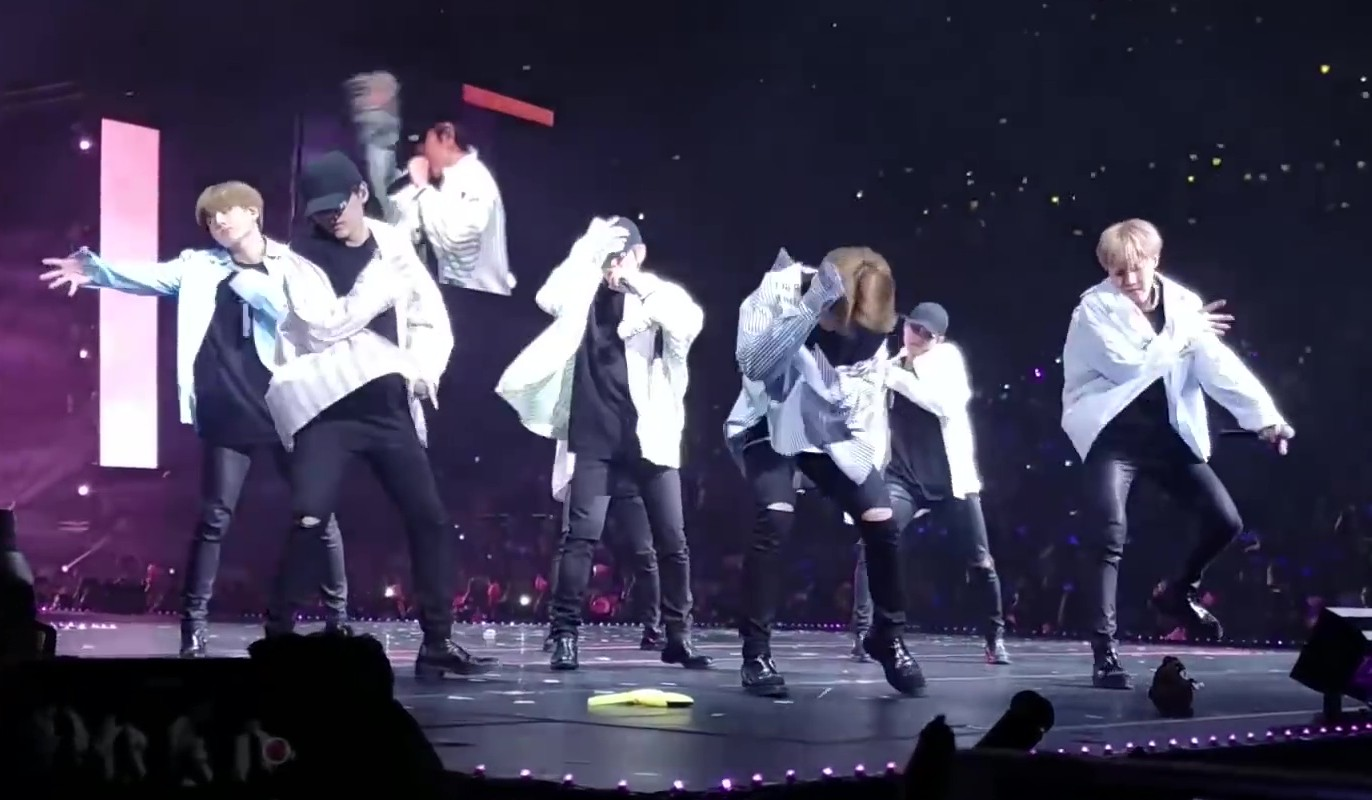
防彈少年團於WINGS巡迴演唱會期間表演

2017年2月18、19日，防彈少年團以首爾高尺天空巨蛋為他們第二次世界巡迴演唱會「WINGS巡迴演唱會」的第一站，首次現場表演了春日 。為宣傳歌曲及專輯，防彈少年團在2月曾多次現身韓國音樂節目。2月23日，組合在《M! Countdown》首次現場直播了這首歌。接下來三天，他們陸續登上《音樂銀行》、《Show! 音樂中心》和《人氣歌謠》，亦同時表演了Not Today。2017年12月2日，防彈少年團在2017年甜瓜音樂獎上表演了DNA和這首歌。同年12月29日，組合在《KBS歌謠盛典》上表演了歌曲的混音版。2018年1月10日，他們於第32屆金唱片獎上表演了這首歌。2020年6月7日，防彈少年團穿著色彩柔和的服裝出席舉辦於國立中央博物館的YouTube《Dear Class of 2020》線上畢業典禮，演唱了包括春日在內的三首歌。它亦被收錄在9月18日舉行的2020年iHeartRadio音樂節演出清單中。9月21日，防彈少年團在全国公共广播电台的Tiny Desk（家庭）音樂會帶來現場樂團版，Rap Monster介紹道：「這是有史以來最難熬的一個夏天，但是我們都知道春天會來臨的」，盼在嚴重特殊傳染性肺炎肆虐下帶給人們希望和安慰。

## 版本
| 韓語版 | 韓語版 | 韓語版 |
| 曲序   | 曲目   | 时长   |
| ------ | ------ | ------ |
| 1.     | 春日   | 4:34   |

| Brit Rock混音 | Brit Rock混音         | Brit Rock混音 |
| 曲序          | 曲目                  | 时长          |
| ------------- | --------------------- | ------------- |
| 1.            | 春日（Brit Rock混音） | 6:17          |

| 日語版   | 日語版     | 日語版 |
| 曲序     | 曲目       | 时长   |
| -------- | ---------- | ------ |
| 1.       | 血、汗、淚 | 3:35   |
| 2.       | Not Today  | 3:52   |
| 3.       | 春日       | 4:34   |
| 总时长： | 总时长：   | 12:01  |

## 參與名單
| 名單摘自《You Never Walk Alone》和《血、汗、淚》的CD小冊內頁說明。 - 防彈少年團 – 主要人聲 - Hitman Bang – 詞曲創作 - Rap Monster – 詞曲創作 - SUGA – 詞曲創作 - Adora – 詞曲創作 - 艾麗莎·魯珀特 – 詞曲創作、副歌 - 彼得·易卜生 – 詞曲創作、錄音策畫 - Pdogg – 詞曲創作、製作、合成器、鍵盤、人聲編曲、饒舌編曲、錄音策畫 - KM-MARKIT – 詞曲創作（日語版） - Jung Kook – 副歌 - 鄭在弼（Jeong Jaepil） – 吉他 - 李柱英（Lee Jooyeong） – 貝斯 - 鄭佑英（Jeong Wooyeong） – 錄音策畫 - 詹姆士·F·雷諾茲（James F. Reynold） – 混音策畫 | 名單摘自SoundCloud。 - 防彈少年團 – 主要人聲 - Hitman Bang – 製作、詞曲創作 - Rap Monster – 詞曲創作 - SUGA – 詞曲創作 - Adora – 詞曲創作 - 艾麗莎·魯珀特 – 詞曲創作 - 彼得·易卜生（Peter Ibsen） – 詞曲創作、錄音策畫 - Hiss Noise – 額外旋律編程 - DOCSKIM – 樂隊編曲 - KHAN – 樂隊編曲 - Yang Ga – 混音策畫 |

## 排行榜
| 榜單（2017年）                             | 峰值 |
| ------------------------------------------ | ---- |
| 加拿大（Canadian Hot 100）                 | 100  |
| 芬蘭（芬兰官方榜单下載榜）                 | 6    |
| 日本（Japan Hot 100）                      | 38   |
| 馬來西亞（馬來西亞唱片業協會）             | 9    |
| 紐西蘭（新西兰唱片音乐协会潛力單曲榜）     | 3    |
| 菲律賓（Philippine Hot 100）               | 56   |
| 韓國（Gaon單曲榜）                         | 1    |
| 韓國（Gaon下載榜）                         | 1    |
| 韓國（Gaon串流媒體榜）                     | 7    |
| 韓國（Gaon背景音樂榜）                     | 3    |
| 韓國（Gaon手機鈴聲榜）                     | 4    |
| 韓國（Gaon手機回鈴音榜）                   | 4    |
| 英國（官方榜单公司獨立榜）                 | 24   |
| 英國（官方榜单公司下載榜）                 | 46   |
| 美國（《告示牌》Bubbling Under Hot 100）   | 15   |
| 美國（《告示牌》World Digital Song Sales） | 1    |
| 越南（Vietnam Hot 100）                    | 48   |

| 榜單（2017年）           | 峰值 |
| ------------------------ | ---- |
| 韓國（Gaon單曲榜）       | 6    |
| 韓國（Gaon下載榜）       | 6    |
| 韓國（Gaon串流媒體榜）   | 26   |
| 韓國（Gaon背景音樂榜）   | 3    |
| 韓國（Gaon手機鈴聲榜）   | 7    |
| 韓國（Gaon手機回鈴音榜） | 5    |

| 榜單（2017年）       | 峰值 |
| -------------------- | ---- |
| 韓國（Gaon單曲榜）   | 13   |
| 榜單（2018年）       | 峰值 |
| 韓國（Gaon單曲榜）   | 31   |
| 榜單（2019年）       | 峰值 |
| 韓國（Gaon單曲榜）   | 48   |
| 榜單（2020年）       | 峰值 |
| 韓國（Gaon單曲榜）   | 47   |
| 榜單（2021年）       | 峰值 |
| 韓國（Gaon單曲榜）   | 45   |
| 榜單（2022年）       | 峰值 |
| 韓國（Circle單曲榜） | 76   |

## 獲獎與提名
| 節目                           | 日期          | 結果 | 來源    |
| ------------------------------ | ------------- | ---- | ------- |
| 《Show Champion》（MBC Music） | 2017年2月22日 | 獲獎 | [ 111 ] |
| 《M! Countdown》（Mnet）       | 2017年2月23日 | 獲獎 | [ 112 ] |
| 《音樂銀行》（KBS2）           | 2017年2月24日 | 獲獎 | [ 113 ] |
| 《人氣歌謠》（SBS）            | 2017年2月26日 | 獲獎 | [ 114 ] |

| 年份 | 機構                         | 獎項            | 結果 | 來源    |
| ---- | ---------------------------- | --------------- | ---- | ------- |
| 2017 | 第9屆甜瓜音樂獎              | 年度歌曲        | 獲獎 | [ 115 ] |
| 2018 | 第32屆金唱片獎               | 數位本賞        | 獲獎 | [ 116 ] |
| 2018 | 第32屆金唱片獎               | 數位大賞        | 提名 | [ 117 ] |
| 2018 | 第7屆Gaon Chart Music Awards | 年度歌曲 – 二月 | 提名 | [ 118 ] |

## 銷售與認證
| 國家或地區              | 認證 | 認證單位/銷量 |
| ----------------------- | ---- | ------------- |
| 韓國（Gaon）            |      | 5,000,000     |
| 日本（日本唱片協會）    | 金   | 50,000,000†   |
| †僅含認證的串流媒體銷量 |      |               |

## 發行歷史
| 地區 | 日期          | 版本          | 格式          | 唱片公司                      | 來源   |
| ---- | ------------- | ------------- | ------------- | ----------------------------- | ------ |
| 多國 | 2017年2月13日 | 韓語          | 數位下載 串流 | Big Hit娛樂                   | [ 11 ] |
| 多國 | 2017年5月10日 | 日語          | 數位下載 串流 | 環球音樂 Def Jam唱片 維京音樂 | [ 88 ] |
| 日本 | 2017年5月10日 | 日語          | CD單曲        | 環球音樂 Def Jam唱片 維京音樂 | [ 89 ] |
| 多國 | 2018年6月4日  | Brit Rock混音 | 免費串流      | Big Hit娛樂                   | [ 17 ] |